# Rosaire Gendron
Pour les articles homonymes, voir Gendron.
Rosaire Gendron B.A., M.S.C., R.I.A., P.Adm. (né le 19 octobre 1920 et mort le 5 juillet 1986) est un comptable agréé et homme politique fédéral du Québec.

## Biographie
Né à Saint-François-Xavier dans le Bas-Saint-Laurent, M. Gendron commença sa carrière politique en devenant maire de la ville de Rivière-du-Loup de 1956 à 1968. Candidat libéral défait dans Rivière-du-Loup—Témiscouata en 1962, il y sera élu en 1963. Réélu en 1965, 1965, 1968, 1968, 1972, 1974 et dans Kamouraska—Rivière-du-Loup en 1979 et en 1980. Il mit fin à 21 ans de politique fédérale en ne se représentant pas en 1984.
Durant son passage à la Chambre des communes, il est secrétaire parlementaire du ministre de la Santé nationale et du Bien-être social de 1968 à 1969 et du ministre de la Main-d'œuvre et de l'Immigration de 1969 à 1970.